# Paul McKee
Paul McKee (né le 15 novembre 1977 à Belfast) est un athlète irlandais, spécialiste du 400 mètres.

## Biographie
En 2003, au cours des championnats du monde en salle de Birmingham, Paul McKee remporte la médaille de bronze du 400 m, terminant ex æquo avec le Britannique Jamie Baulch.

### Palmarès
| Date | Compétition                    | Lieu       | Résultat | Épreuve | Performance |
| ---- | ------------------------------ | ---------- | -------- | ------- | ----------- |
| 2003 | Championnats du monde en salle | Birmingham | 3e       | 400 m   | 45 s 99     |

### Records
| Épreuve | Épreuve   | Performance | Lieu       | Date            |
| ------- | --------- | ----------- | ---------- | --------------- |
| 400 m   | Plein air | 45 s 58     | Dublin     | 14 juillet 2002 |
| 400 m   | Salle     | 45 s 99     | Birmingham | 16 mars 2003    |